# Схуг

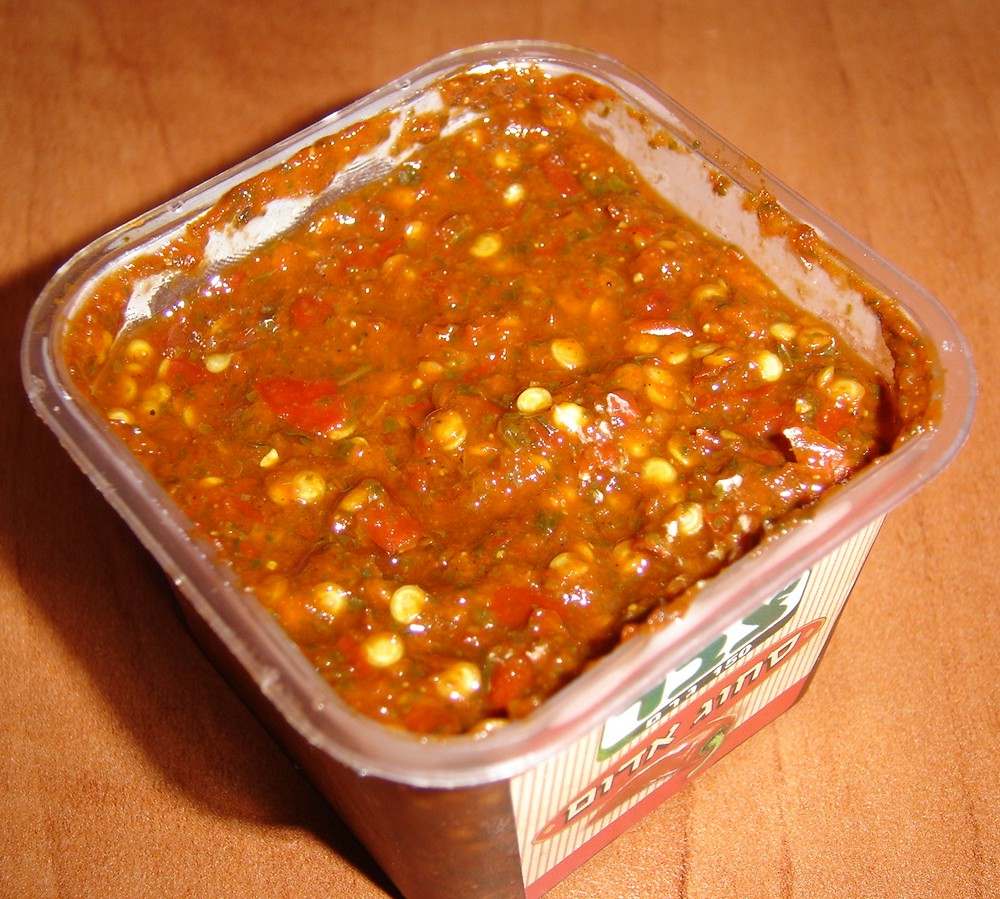
Схуг комерційного приготування

Схуг (араб. سحوق схуг, зхуг, схук, зхук або араб. سحاوق сахавег, захавег, сахавек, івр. סחוג или זחוק схуг, зхук) — єменський гострий соус на основі гострого перцю, часнику й додаткових приправ.

## Основні різновиди та інгредієнти
Основними різновидами схугу є «червоний схуг» на основі сушених стручків червоного гострого перцю та «зелений схуг» на основі свіжих стручків зеленого гострого перцю. «Коричневий схуг» представляє з себе суміш зеленого схугу з тертими помідорами.
Крім перетертого або подрібненого перцю, з якого не видаляються зернятка, до складу схугу зазвичай входять часник, коріандр (або м'ята), олія, сіль, лимонний сік та додаткові прянощі, як-от: гвоздика, кумин (камун, зіра), чорний перець і кардамон (хель).

## Поширення та використання

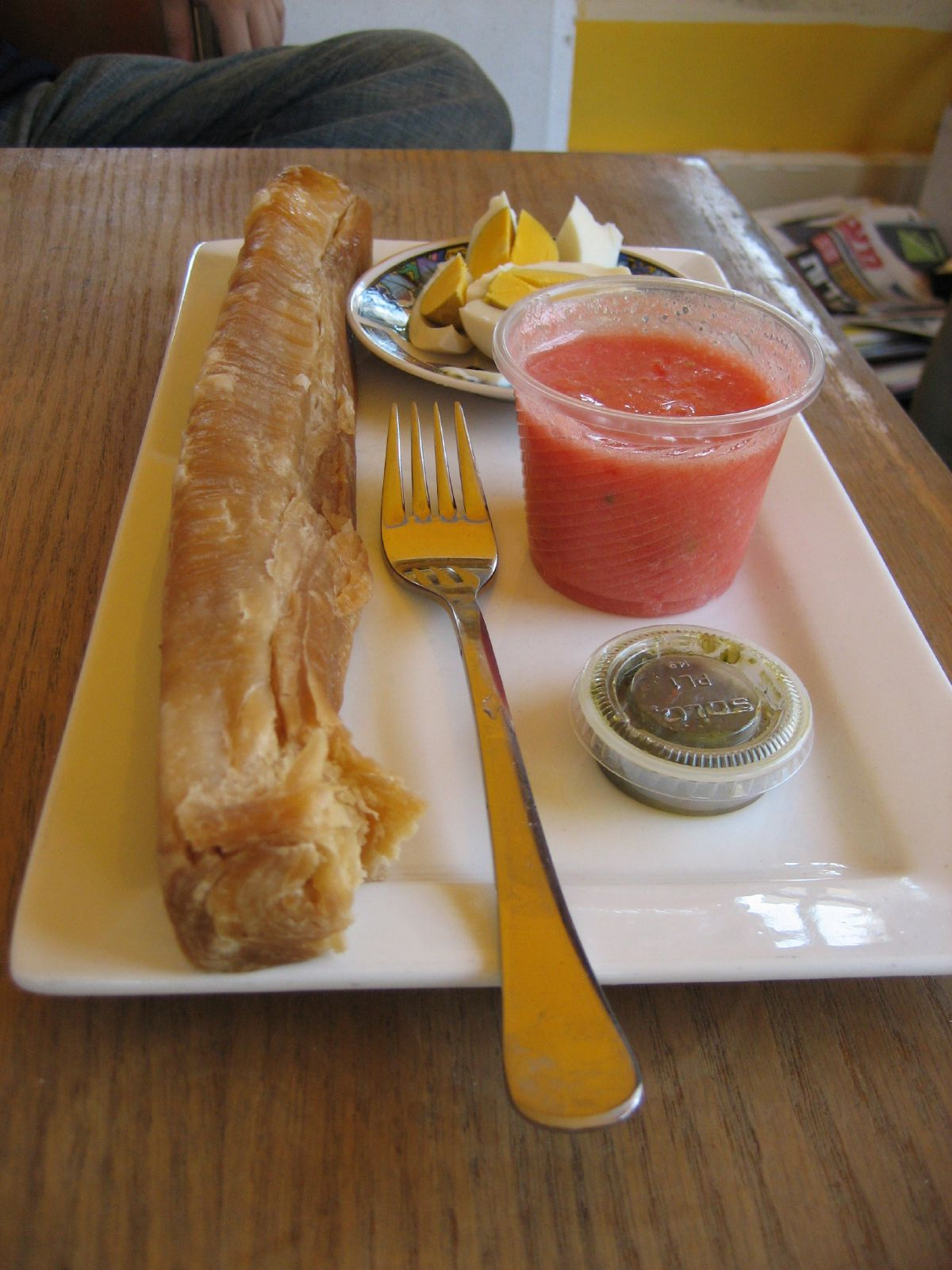
Джахнун, поданий зі схугом, соусом з подрібнених помідорів та яйцем

З Ємену схуг поширився по країнах Близького Сходу.
Особливого поширення схуг набув у Ізраїлі, куди був завезений єменськими євреями. Схуг набув широкої популярності як приправа і як намазка, яку використовують нарівні з хумусом і тахіні для змазування внутрішньої частини порожнистого коржа піти, яку наповнюють нутовими кульками фалафеля або шаурмою (в цій якості схуг зазвичай просто називається хариф — дослівно «гострий», івр. חריף).
Схуг також часто подається з традиційними єменськими стравами з листкового тіста: джахнуном і малавахом.

## Приготування
Традиційно схуг виготовлявся перетиранням перцю за допомогою каменю на плоскій кам'яній поверхні. Нині зазвичай виготовляється шляхом перетирання інгредієнтів в кам'яній ступці або у блендері.